# 盗墓同盟
《盗墓同盟》（韓語：도굴）是一部2020年上映的韩国犯罪电影，此片是《熔炉》《奇怪的她》等电影的副导演朴晸培执导的首部电影长片，由李帝勳、趙宇鎮、申惠善、林元熙主演。电影讲述能力出众的天才盗墓贼姜东久（李帝勳饰）与韩国全国的盗墓专家们一起合作挖掘地下的遗物，进而展开惊心动魄的犯罪，2020年11月4日在韩国上映。

## 演员阵容

### 主要人物
- 李帝勳（童年：奇恩侑） 饰演 姜东久
- 趙宇鎮 饰演 琼斯博士
- 申惠善 饰演 尹世熙
- 林元熙 饰演 铁锹

### 其他人物
- 宋永彰（青年：金英雄） 饰演 陈尚吉
- 朱镇模 饰演 满基
- 李成旭 饰演 主广哲
- 朴世阮 饰演 惠利
- 朴真宇 饰演 吴班长
- 李準赫 饰演 古董店社长
- 尹炳熙 饰演 博加
- 李煌义（朝鲜语：이황의） 饰演 金库工程师
- 丁世亨（朝鲜语：정세형） 饰演 广哲手下
- 禹康民（朝鲜语：우강민） 饰演 广哲手下
- 奇昭侑 饰演 爆破的孩子

### 特别出演
- 许声泰 饰演 毒蛇派队长
- 金姝怜 饰演 房地产社长